# Penmere Platform
 Penmere Platform – stacja kolejowa w mieście Falmouth, w hrabstwie Kornwalia. Stacja leży na linii kolejowej Maritime Line. Stacja zdobyła drugie miejsce w konkursie "Station Garden Competition" za rok 2005.

## Ruch pasażerski
Stacja obsługuje ok. 185 466 pasażerów rocznie (dane za okres od kwietnia 2021 do marca 2022) (dane ze sprzedaży biletów). Posiada połączenie z Truro, Falmouth Docks linią Cornish Main Line. Serwis obsługiwany jest wahadłowo, w przybliżeniu co godzinę.